# آرجون اریگاسی
آرجون اِریگاسی (متولد ۳ سپتامبر 2003) (همچنین به زبان تلوگو: అర్జున్ ఎరిగేసి - آرجون یِریگِسی) استاد بزرگ شطرنج و از کشور هند است. همچنین در کودکی نابغه شطرنج محسوب شد. وی عنوان استادبزرگی را در سن ۱۴ سال و ۱۱ ماه و ۱۳ روزگی به دست آورد. در سپتامبر ۲۰۲۴ او به عنوان بازیکن برتر هند انتخاب شد و در دسامبر ۲۰۲۴ به بالاترین امتیاز خود یعنی ۲۸۰۱ دست یافت که او را به پانزدهمین بازیکن برتر تاریخ و دومین بازیکن هندی پس از ویسواناتان آناند تبدیل می‌کند که از مرز ۲۸۰۰ عبور کرده است.

## اوایل زندگی و پیشینه
او در خانواده‌ای تلوگو در ورنگل، تلانگانا به دنیا آمد. پدرش جراح مغز و اعصاب و مادرش خانه‌دار است. او شطرنج را در آکادمی شطرنج BS در شهر هانامکوندا(Hanamkonda) آموخت.
او تا دسامبر ۲۰۲۱ مشغول تحصیل در رشته علوم داده بود، قبل از اینکه تصمیم بگیرد در همان سال اول، دانشگاه را رها کند تا روی حرفه شطرنج خود تمرکز کند.